# Szalay Imre (muzeológus)
Kéméndi báró Szalay Imre (Bécs, 1846. november 8. – Gainfarn, Ausztria, 1917. július 24.) miniszteri tanácsos, a Magyar Nemzeti Múzeum igazgatója, iparművészeti író. 1912. november 4.-étől báró.

## Élete
Az előkelő nemesi származású kéméndi Szalay család sarja. Szalay Ágoston (1811-1877) királyi táblai tanácselnök és Türck Karolina (1813-1898) fia. Középiskolai tanulmányait 1856-60-ben a Szent Benedek-rendiek győri algimnáziumában, a felsőbb osztályokat 1860-64-ben a rend soproni főgimnáziumában, a jogi tanulmányait a pesti egyetemen végezte. Jogtörténelmi államvizsgáról 1866. július 18-án, a bírósági államvizsgáról 1868. július 1-jén szerzett oklevelet Pesten. Közügyvédi oklevele 1870. július 25-én, váltóügyvédi 1870. november 7-én kelt szintén Pesten. 1868. október 8-tól 1869. május 7-ig Soltész Albert ügyvédnél, 1870. május 30-ig Lechner Gyula ügyvédi irodájában mint ügyvédjelölt működött. 1868. október 5-től a királyi ítélőtáblánál joggyakornok, 1869. június 9-től a vallás- és közoktatási magyar királyi minisztériumban segédfogalmazó, 1871. január 28-tól fogalmazó, 1876. július 25-től titkár, 1880. június 24-én osztálytanácsos, 1891. május 28-án miniszteri tanácsos lett. 1877. július 15-én megnősült. 1894. december 26-án a Magyar Nemzeti Múzeum igazgatójának neveztetett ki. 1882. május 1-től mint a technológiai iparmúzeumot szervező bizottság elnöke ezt az intézetet szervezte. 1885. március 20-tól az országos kiállítási bizottság miniszteri képviselője volt. 1887. március 24-én megválasztatott a Magyar Földhitelintézet felügyelő-bizottságának tagjává. 1889. december 16-ától a Magyar Tudományos Akadémia archeológiai bizottságának segédtagja. 1894. október 18-án a kereskedelmi miniszter által az 1896. ezredévi országos kiállítás történeti főcsoportjának igazgatójává neveztetett ki. 1896. október 10-én a Lipót-rend lovagkeresztjével tüntették ki; 1897 áprilisában a portugál Villa Vicosa-rend csillagos középkeresztjét, 1897 júniusában a sziámi fehér elefánt-rend középkeresztjét, 1902. november 19-én a Magyar Nemzeti Múzeum százéves jubileumakor a Szent István-rend kis keresztjét kapta. 1897. december 17-én a múzeumok és könyvtárak helyettes országos felügyelőjévé, 1898. október 21-én a párizsi világkiállítás történeti-csoport végrehajtó bizottságának elnökévé neveztetett ki (ez alkalomból 1901. július 21-én a francia becsületrend tiszti keresztjét kapta). 1898-tól a Magyar Néprajzi Társaság elnöke volt. Az Erzsébet királyné Emlékmúzeumnak, mely a budapesti királyi várpalotában 1908. január 15-én nyílt meg, berendezése és fölállítása szintén az ő érdeme. Nyelvismerete: magyar, német, francia, angol, latin és olasz. Elhunyt 1917. július 24-én az ausztriai Gainfarnban, örök nyugalomra helyezték 1917. július 27-én a Kerepesi úti temetőben.
Cikkei az Ungarische Revueben (1886. Das Kunstgewerbe auf der Ungarischen Landes-Ausstellung 1885); az Ország-Világban (1900. 46. sz. A prágai sz. György szobor); a Vasárnapi Ujságban (1903. 49. sz. Colpach, 1908. 48. sz. Az Erzsébet királyné Emlékmúzeumról); a Múzeumi és Könyvtári Értesítőben (1908. Múzeumainkról, A német Múzeum Münchenben); ezeken kívül kisebb cikkek a napilapokban, szaklapokban és folyóiratokban.
1912. november 4.-én I. Ferenc József magyar király bárói címet és címert adományozott kéméndi Szalay Imrének, felesége Trefort Máriának, és gyermekeinek Szalay Gábornak, Líviának és annak a férjének ábránfalvi dr. Ugron Gábornak.

## Házassága és leszármazottjai
1877. július 15.-én feleségül vette Budapesten Trefort Mária (Buda, 1860 augusztus 8. - Budapest, 1891 augusztus 10.) kissaszonyt, Trefort Ágoston, közoktatási és vallásügyi miniszter, és barkóczi Rosty Ilona (1826-1870) lányát. Az apai nagyszülei Trefort Ignác (1770–1831) neves sebészorvos, és Beldovics Tekla (†1829) voltak. Az anyai nagyszülei barkóczi Rosty Albert (1779–1847), Békés vármegyei földbirtokos, alispánnak és ehrenberghi Eckstein Anna (1801-1843) voltak. A házasságukból született:
- kéméndi dr. báró Szalay Gábor (Budapest, 1878. augusztus 14.−Bodrogkisfalud, 1956. február 15.) államtitkár, miniszteri tanácsos, postavezérigazgató. Felesége 1903. november 18-tól: Berzeviczy Edit (Eperjes, 1880. április 22. − Győr, 1957. november 25.)[5]
- kéméndi báró Szalay Lívia (Budapest, 1879. augusztus 6.–Bakonybél, 1961. július 23.). Férje: ábránfalvi dr. Ugron Gábor (Marosvásárhely, 1880. január 8. – Bakonybél, 1960. október 27.) Ugocsa, Maros-Torda vármegyék és Marosvásárhely főispánja, magyar kir. belügyminiszter.

## Munkái
- A magyarországi árvízkárosultak javára Budapesten gróf Károlyi Alajos palotájában 1876. máj. rendezett műipari és történelmi emlék-kiállítás tárgyainak lajstroma. Bpest, 1876.
- Szalay Ágoston régiség-gyűjteményének ismertetése. Uo. 1877. (Hegedűs Kandid Lajos emlékbeszédével együtt).
- A vallás- és közoktatási miniszterium collektiv kiállításának magyarázó lajstroma az 1879. székesfehérvári kiállításon. Uo. (Névtelenül).
- A művészi ipar az országos tárlaton. Uo. 1886. (Különnyomat a Művészi Iparból).
- A Magyar Nemzeti Múzeum. Uo. 1888. (A brüsszeli kiállítás számára németül és francziáúl is. Uo. 1888).
- Jelentése a múzeumi tisztviselők felelősségére vonatkozó s Ráth György... által kidolgozott javaslat tárgyában. Uo. 1889. (Ráth György javaslatával együtt).
- A XIV. és XV. századbeli ötvösség két remeke. Uo. 1893. (Ism. Arch. Értesítő 1895).
- Magyarország történeti emlékei az 1896. évi ezredéves országos kiállításon. II. rész. Uo. (Szerkesztette és ebben két czikke).
- Le Pavillon historique de la Hongrie a l'Exposition universelle de Paris en 1900. Paris. (Győry Árpád és Radisics Jenővel együtt).
- A XIX. század festőművészetéről hazánkban. A M. N. Múzeumban 1901. jan. 19. tartott ismeretterjesztő előadás. Bpest, 1901. (Különlenyomat a Műcsarnokból).
- Das Ungarische National-Museum. Bpest, 1902. (Francziául is. Uo. 1902).
- A M. N. Múzeum alapítása és fejlődése mai napig. Uo. 1902. (Különny. a M. N. Múzeum multja és jelene, alapításának századik évfordulója alkalmából cz. díszműből).
- Az Erzsébet királyné emlékmúzeum. Uo. 1907. Fénynyomatú rajzokkal. (Németül Uo. 1907).
- A Magyar Nemzeti Múzeum gyűjteményeinek méltó elhelyezése. Uo. 1907. (Különnyomat a M. N. Múzeum 1906. évi működéséről szóló Jelentésből).
- Tájékoztató a múzeumok és könyvtárak építése és berendezésére. Uo. 1909. Fénynyom. képekkel. (Sajtó alatt).
- Trefort Ágoston. Uo. 1909. (Kézirat).